# Matsoku Community
Matsoku Community är en gemenskap i Lesotho.   Den ligger i distriktet Mokhotlong District, i den nordöstra delen av landet, 110 km öster om huvudstaden Maseru.